# Someday (I Will Understand)
"Someday (I Will Understand)" là một bài hát của nghệ sĩ thu âm người Mỹ Britney Spears, được viết lời bởi Spears và sản xuất bởi Guy Sigsworth. Nó được phát hành vào ngày 18 tháng 8 năm 2005, bởi Jive Records như là đĩa đơn duy nhất trích từ EP đầu tiên của Spears, Britney & Kevin: Chaotic (2005). Vào tháng 7 năm 2004, Spears tuyên bố đính hôn với vũ công người Mỹ Kevin Federline, và sau đó cô tiết lộ rằng sẽ gác lại sự nghiệp để bắt đầu xây dựng một gia đình cho bản thân. Spears đã viết bài hát hai tuần trước khi biết tin cô đã mang thai đứa con đầu lòng, Sean Preston Federline. "Someday (I Will Understand)" là một bản pop ballad, đề cập đến cảm giác được trao gửi thiên chức mang thai của một người phụ nữ. Một bản phối lại của bài hát đã được đưa vào album phối lại năm 2005, B in the Mix: The Remixes.
"Someday (I Will Understand)" nhận được những ý kiến trái chiều từ các nhà phê bình âm nhạc, và vươn đến top 10 tại Đan Mạch, Hungary, Ý, Thụy Điển và Thụy Sĩ, cũng như lọt vào bảng xếp hạng ở một số nước châu Âu. Video ca nhạc của bài hát được đạo diễn bởi Michael Haussman, và ra mắt trong tập cuối của Britney & Kevin: Chaotic. Được thực hiện dưới tông màu đen trắng, trong video, Spears vào vai một người phụ nữ mang thai và mô tả nhiều sự biến đổi trong cuộc sống của nhân vật.

## Danh sách track và định dạng
- Đĩa CD tại Châu Âu[3]

1. "Someday (I Will Understand)" – 3:37
2. "Someday (I Will Understand)" (Hi-Bias Signature Radio Remix) – 3:46

- Đĩa maxi phiên bản giới hạn tại châu Âu[4]

1. "Someday (I Will Understand)" – 3:37
2. "Someday (I Will Understand)" (không lời) – 3:37
3. "Someday (I Will Understand)" (Hi-Bias Signature Radio Remix) – 3:46
4. "Someday (I Will Understand)" (Leama and Moor Remix) – 9:18

- Đĩa maxi tại Nhật Bản[5]

1. "Someday (I Will Understand)" – 3:37
2. "Chaotic" – 3:33
3. "Mona Lisa" – 3:25
4. "Over to You Now" – 3:42
5. "Someday (I Will Understand)" (Hi-Bias Remix) – 3:46

## Bảng xếp hạng
| Bảng xếp hạng (2005)               | Vị trí cao nhất |
| ---------------------------------- | --------------- |
| Áo (Ö3 Austria Top 40)             | 32              |
| Bỉ (Ultratop 50 Flanders)          | 17              |
| Bỉ (Ultratop 50 Wallonia)          | 11              |
| Đan Mạch (Tracklisten)             | 8               |
| Phần Lan (Suomen virallinen lista) | 15              |
| Đức (GfK)                          | 22              |
| Hungary (Mahasz)                   | 6               |
| Ý (FIMI)                           | 7               |
| Hà Lan (Single Top 100)            | 36              |
| Na Uy (VG-lista)                   | 18              |
| Thụy Điển (Sverigetopplistan)      | 10              |
| Thụy Sĩ (Schweizer Hitparade)      | 8               |